# S/S Milos
S/S Milos var ett svenskt lastfartyg som torpederades under andra världskriget.

## Historik
Milos var byggd i Blyth 1898 och gick länge under brittisk flagg då hon bar namnen William Broadley, Izaston och Brynmead. 1923 kom ångaren under svensk flagg, inköpt av redaren, konsul Otto Hillerström i Helsingborg för Rederi AB Helsingborgs räkning och fick namnet Milos efter tidigare företrädare för bolaget. Milos var vid inköpet Helsingborgsflottans största fartyg med sina 5 100 dwt och fördes i många år av kapten N.J. Pyk. Sedan våren 1940 gick Milos utanför skagerackspärren. Under striderna vid Dakar i september 1940 låg Milos i hamnen där övermaskinisten J. Lindqvist skadades av granatsplitter så svårt att han senare avled. I maj 1941 räddade Milos 38 överlevande från de brittiska ångarna Lurigethan och Temple Mead som hade bombarderats från luften och sänkts där samtliga livbåtar sönderskjutits. Befälhavaren på Milos lovordade sin besättning för dess hjältemodiga uppträdande vid denna räddningsbragd.

## Torpederingen
Milos var i mars 1943 på resa från New York till England. Den 11 mars sjönk Milos i Nordatlanten efter en explosion, säkerligen förorsakad av en torped, varvid ingen överlevde.

## Omkomna
- Kapten Arthur Martin Linderoth, Höganäs
- Förste styrman Gustav Arvid Karth, Ljusterö
- Andre styrman Anders Elmer Andersson, Sandby Öland
- Tredje styrman V.F. Vangberg, Norge
- Radiotelegrafist Carlo Villa, Skottland
- Övermaskinist Gustaf Larsson, Helsingborg
- Förste maskinist Bror Hilding Brommesson, Nävlinge
- Andre maskinist Johan Verner Johannesson, Bäckefors
- Steward Alf Henrik Mathissen, Norge
- Timmerman Alexander McMillan, England
- Matros Hans Timm, Estland
- Matros Einar Albin Olofsson, Vissefjärda
- Matros Aurturs Mikelis, Lettland
- Matros Nils Sigfrid Knutsson, Sölvesborg
- Matros Dennis J Peache, England
- Lättmatros Peter Caroll, England
- Smörjare Streny Tihomil, Jugoslavien
- Donkeyman Knut A.T. Westrin, Skänninge
- Eldare Albert Morris, England
- Eldare Samuel Kinnear, Skottland
- Eldare Bror Axel Johansson, Göteborg
- Eldare Ola Strang, Finland
- Eldare Lars Christiansen, Danmark
- Eldare Albert Tems, England
- Lämpare Enrico Naudi, Malta
- Kock Eilert Rechelt, Norge
- Andre kock A Kinnemont, Skottland
- Uppassare Eric M Smith, England